# 前山站 (日本)
前山站（日语：／ Maeyama eki */?）是位於秋田縣北秋田市前山，屬於東日本旅客鐵道（JR東日本）的奧羽本線車站。

## 歷史
- 1929年（昭和4年）8月27日：在北秋田郡七座村（日语：七座村）開設前山信號站[1]。
- 1946年（昭和21年）4月10日：升級至臨時乘降所[2]。
- 1951年（昭和26年）3月1日：升級至車站。前山站啟用[3]。
- 1971年（昭和46年）10月1日：成為無人車站[4][5]。
- 1987年（昭和62年）4月1日：伴隨國鐵分割民營化，車站由東日本旅客鐵道（JR東日本）營運。
- 2008年（平成20年）：車站大樓重建[1]。
- 2018年（平成30年）12月1日：隨著大館站成為業務委託車站，此站改由東能代站管理。

## 車站構造
本站是地面車站，設有2面2線的相對式月台。各月台間透過跨線橋連接。本站是由東能代站管理的無人車站。

### 月台
| 月台 | 路線      | 上下行 | 方向             |
| ---- | --------- | ------ | ---------------- |
| 1    | ■奧羽本線 | 下行   | 鷹之巢、青森方向 |
| 2    | ■奧羽本線 | 上行   | 東能代、秋田方向 |

參考

## 車站周邊
車站南邊設有米代川流過。在車站北邊設有國道7號行走。在車站西邊設有今泉村落。在車站東北邊設有前山村落，在今泉內設有七座郵局。在車站西邊設有今泉路口（國道7號和秋田縣道325號大館能代機場西線），秋田縣道325號大館能代機場西線上設有翔鷹大橋跨越米代川。

## 巴士路線
在車站前設有秋北巴士前山站前巴士站
- 鷹巢方向（鷹巢站、AEON Town鷹巢（日语：イオンタウン鷹巣））
- 藥師山滑雪場入口方向

## 相鄰車站
東日本旅客鐵道（JR東日本）
■奧羽本線
□快速
通過
■普通
二井－前山－鷹之巢

## 注腳
1. 1 2 3 4 5 6 7  . 週刊朝日百科. 31号 青森駅・弘前駅・深浦駅ほか. 朝日新聞出版. 2013-03-17: 19 （日语）.
2. ↑  讀賣新聞昭和21年3月20日秋田版
3. ↑  「日本國有鐵道公示第40号」『官報』1951年2月28日（國立國會圖書館數碼化收藏）
4. ↑  “無人駅 奥羽本線・前山駅”. 秋田魁新報 (秋田魁新報社): p.3 (1975年9月9日 夕刊)
5. ↑  “陳情攻勢で“無人化”が後退 秋鉄局 日中だけ駅員配置 ただし本年度いっぱい” 秋田魁新報 (秋田魁新報社): p12. (1971年9月29日 朝刊)
6. ↑  JR東日本:駅構内図（日語）

## 外部連結
- 車站資訊（前山）：東日本旅客鐵道（日語）